# Riemenschnecke
Die Riemenschnecke (Helicodonta obvoluta) ist eine Schneckenart der Familie der Riemenschnecken (Helicodontidae) aus der Unterordnung der Landlungenschnecken (Stylommatophora). Es ist die einzige Art der Familie, die in Mitteleuropa beheimatet ist.

## Merkmale
Die Gehäuse sind dickscheibenförmig mit fünf bis sechs gleichmäßig zunehmenden Windungen. Lediglich die letzte halbe Windung senkt sich aus der Windungsachse der vorigen Windungen ab. Der Adultdurchmesser beträgt 11 bis 15 mm bei einer Höhe von 5 bis 7 mm. Die Mündung ist im Bereich des Außen- und Unterrandes umgeschlagen und z. T. zahnartig verdickt. Dadurch ist der Mündungsrand in drei seichte Buchten gegliedert. Der Nabel ist weit und offen. Das rötlichbraune Gehäuse ist runzelig-gestreift und mit etwa 1 mm langen Haaren besetzt.
Der Weichkörper ist schwarzbraun mit hellerer Sohle. Die Fühler sind verhältnismäßig lang, der Fuß relativ schmal.

## Vorkommen, Lebensweise und Verbreitung
Die Riemenschnecke lebt in Wäldern unter Laub, Fallholz sowie unter und zwischen Steinen. Sie kommt an manchen Orten auch in Heckenreihen, Bruchwäldern und an quelligen Hängen vor. Die Tiere leben wahrscheinlich von welken und frischen Blättern, möglicherweise auch von Pilzmyzelen. Das Verbreitungsgebiet erstreckt sich von den Pyrenäen, über Süd- und Mittelfrankreich bis Belgien, die deutschen Mittelgebirge bis in die Westkarpaten. Im Süden reicht das Verbreitungsgebiet bis in die Toskana und den Nordwestlichen Balkan. Kleine Vorkommen im Südosten Englands (Kent) und in Schleswig-Holstein werden als Reliktvorkommen der nacheiszeitlichen Warmzeit gedeutet.

## Systematik
Die Art wurde 1774 von Otto Friedrich Müller unter dem Namen Helix obvoluta erstmals beschrieben. Sie ist die Typusart der Gattung Helicodonta Férussac, 1821.